# Charlie Yankos
Charles „Charlie” Yankos (ur. 29 maja 1961 w Sydney) – australijski piłkarz pochodzenia greckiego występujący na pozycji obrońcy.

## Kariera klubowa
Yankos seniorską karierę rozpoczął w 1978 roku w Heidelbergu United z NSL. W 1980 roku zdobył z nim mistrzostwo tych rozgrywek. Następnie grał w innych zespołach NSL, West Adelaide oraz APIA Leichhardt Tigers. Z tym drugim w 1987 roku zdobył mistrzostwo NSL. W 1988 roku wyjechał do Grecji, by grać w tamtejszym PAOK-u Saloniki. Spędził tam rok.
W 1989 roku Yankos wrócił do Australii, do Blacktown City Demons z New South Wales Premier League. W 1990 roku przeszedł natomiast do Wollongong City z NSL. W 1994 roku zakończył tam karierę.

## Kariera reprezentacyjna
W reprezentacji Australii Yankos zadebiutował 12 czerwca 1983 roku w zremisowanym 0:0 towarzyskim meczu z Anglią. 6 marca 1988 roku w wygranym 2:0 spotkaniu eliminacji Letnich Igrzysk Olimpijskich 1988 z Izraelem strzelił pierwszego gola w kadrze.
W tym samym roku Yankos znalazł się w zespole na Letnie Igrzyska Olimpijskie, zakończone przez Australię na ćwierćfinale. W latach 1983–1989 w drużynie narodowej rozegrał 47 spotkań i zdobył 7 bramek.